# Benintendi de’ Ravegnani
Benintendi de’ Ravegnani, auch Benintendi Ravegnani (* frühestens 1318 in Chioggia; † Juli 1365 in Venedig), war ein Notar, Unterhändler, Humanist, Geschichtsschreiber und von 1349/1352 bis 1365 Großkanzler der Republik Venedig.

## Leben und Werk

### Herkunft und Familie
Benintendi wurde in Chioggia als Sohn eines Luca geboren, der zwischen 1342 und 1344 starb. Sein Geburtsdatum lässt sich nur ungefähr daraus erschließen, dass er am 30. Dezember 1342 zum Notar berufen wurde, er aber zu diesem Zeitpunkt noch nicht älter als 25 Jahre gewesen sein kann. Diese Altersgrenze war in Venedig zu dieser Zeit noch vorgeschrieben.
Benintendi heiratete eine Caterina, deren Familienzugehörigkeit nicht überliefert ist. Sie überlebte ihren Ehemann mehrere Jahrzehnte, denn sie ließ erst 1402 ihr Testament aufsetzen. Das Paar hatte eine Reihe von Kindern, wobei Matteo und Pasino noch zu Lebzeiten der Mutter starben. Neben diesen sind Agnesina, Giacomella, Giovannino, Lucia und Maria überliefert.

### Schreiber (vor 1338), neue Aufgaben (vor 1342)

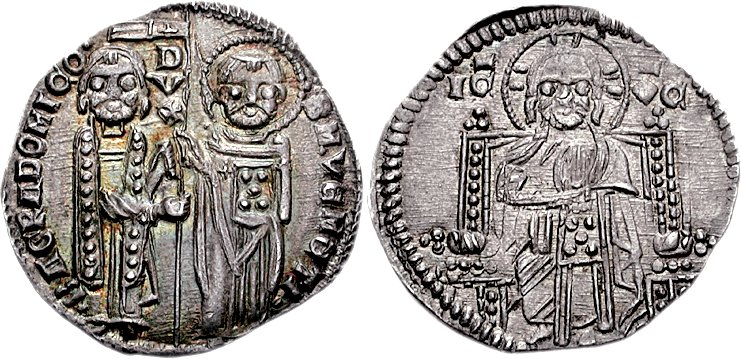
Eine Silbermünze, Grosso genannt, aus dem Jahr 1339

Noch vor 1342, also in ungewöhnlich jungen Jahren, war Benintendi Ravegnani kaiserlicher Notar geworden. Noch nicht einmal 20 Jahre alt erscheint er als Schreiber in der Dogenkanzlei, der Cancellaria ducale (bezeugt ab Februar 1337). Wohl in Anerkennung seiner Qualitäten wurde sein Salär im November 1339 von 50 auf 70 Soldi di grossi erhöht, was dreieinhalb Lire entsprach (oder 840 Grossi).
Im selben Monat erhielt er die Aufgabe, den Amtsträgern der Kommune eine Entscheidung des Großen Rates in Angelegenheiten der Notare und Schreiber vorzutragen. Angesichts seiner Jugend dürfte er, auch wenn dies vermutet wurde, als Gesandter noch nicht in Frage gekommen sein.

### Bewerbung auf das Amt des Großkanzlers von Candia, Notar (1342)
Im März 1342 jedoch erschien er zusammen mit sieben seiner Kollegen vor dem Großen Rat, um sich für das Amt des Kanzlers von Candia zu präsentieren, der Hauptstadt der wichtigsten venezianischen Kolonie Kreta. Jedoch erhielt keiner der Kandidaten eine ausreichende Zahl der Stimmen. Noch im November desselben Jahres wurde immerhin sein Salär von dreieinhalb auf sechs Lire di Grossi erhöht. Die Begründung bestand darin, dass er für seine Eltern, sowie für seine Brüder und Schwestern zu sorgen hatte, die noch sehr jung waren. Ende Dezember wurde er zum Notar erhoben, obwohl er das Mindestalter für diese Stellung noch nicht erreicht hatte. Offenbar hatte er sich bereits entsprechende Meriten verdient, oder er war überaus vielversprechend.

### Gesandter in Avignon (1344), Ferrara, Genua (1345), Ancona und Zara
Nun gesellten sich zu seinen Aufgaben in der Kanzlei diplomatische Aufgaben. So wurde er am 5. Januar 1344 im Gefolge von Andrea Corner und Marino Falier, dem späteren Dogen, zu Papst Clemens VI. nach Avignon geschickt, der seinerzeitigen Hauptstadt der Päpste. Dort hielt er sich für eine Reihe von Monaten auf. Nach seiner Rückkehr nach Venedig wurde er bereits am 29. Juni 1344 gemeinsam mit seinem Kollegen Amedeo Buonguadagni erneut nach Avignon entsandt. Die beiden Männer nahmen die päpstlichen Briefe in Empfang, die Venedig den Handel mit dem islamischen Ägypten gestatteten – allerdings nur in gewissen Grenzen. Ende August kehrten die beiden nach Venedig zurück. Für das Gelingen ihrer Aufgabe erhielten sie am 28. Januar 1345 eine Sonderzuwendung von jeweils 25 Golddukaten.
Im Frühjahr 1345 befand sich Benintendi in Ferrara, dann wurde er nach Genua mit einem Umweg über Florenz entsandt. Nachdem die Genuesen sich entschlossen hatten, einen eigenen Gesandten nach Venedig zu schicken, wurde Benintendi am 5. Juli zurückgerufen. Als sich Zara, das heutige Zadar, gegen Venedig erhob, wurde Ravegnani nach Ancona entsandt, um zu verhindern, dass sich die Stadt mit Zara verbündet. Anfang 1346 war er bereits wieder in Venedig, wo sein Salär noch einmal erhöht wurde, nunmehr von sechs auf acht Lire di grossi.
Der Vertrag, in dem sich Zara, trotz ungarischer Unterstützung, erneut Venedig unterstellen musste, wurde wohl am 15. Dezember 1346 von Ravegnani verfasst. Ihm wird zugleich eine als Chronica Jadratina bezeichnete Chronik dieser Ereignisse zugeschrieben. Als gesichert gilt dies jedoch nicht. Von Januar 1347 bis April 1348 wurde er jedenfalls vom Großen Rat als Kanzler in die unterworfene Stadt entsandt.

### Vize-Großkanzler (1349–1352), Großkanzler (ab 1352)
Nach seiner Rückkehr arbeitete er wieder in der Dogenkanzlei. Abermals erhielt er ein höheres Salär mit Beschluss vom 12. Januar 1349. Nun erhielt er 14 Lire di grossi. Am 13. September 1349 wurde Ravegnani mit großer Mehrheit im Großen Rat zum Vizegroßkanzler (vicecancellier grande) gewählt. Er sollte dem Großkanzler Nicolò Pistorino zur Seite stehen. Dieser blieb, obwohl vom Alter geschwächt, auf seinem Posten, weil dieser grundsätzlich auf Lebenszeit vergeben wurde.
Tatsächlich leitete Ravegnani bald faktisch die Kanzlei, bis Pistorino 1352 starb. Am 1. Juli 1352 wurde er zum Großkanzler ernannt. Sein Salär betrug nunmehr 18 Lire di grossi. Die dreizehn Jahre seiner Amtszeit waren von heftigen Auseinandersetzungen innerhalb des Patriziats erfüllt, von existenzbedrohenden Kriegen, in die Venedig verwickelt wurde, ebenso wie von schnellen Wechseln im Dogenamt. Dabei folgte auf Andrea Dandolo für kurze Zeit Marino Falier (1354–1355), der gestürzt und hingerichtet wurde, dann Giovanni Gradenigo (bis 1356), unter dem es zum Friedensschluss mit Mailand und Genua kam, aber auch zum Krieg mit Ungarn um Dalmatien (bis 1358); auf diesen folgte Giovanni Dolfin (bis 1361), unter dem nicht nur Dalmatien an Ungarn verloren ging, sondern auch eine schwere Finanzkrise die Kämpfe innerhalb des Patriziats begleitete, die auch die Herrschaft Lorenzo Celsis beherrschten, den nur der Tod vor dem Sturz bewahrte.

### Zusammenarbeit mit dem Dogen Andrea Dandolo,Chronica Extensa(1352)
In seinem neuen Amt präsentierte Benintendi de’ Ravegnani am 4. Dezember 1352 die vom Dogen Andrea Dandolo selbst verfasste Chronik, die Chronica Extensa, für die er ein Vorwort verfasst hatte. Wie auch bei anderen Projekten des Dogen, etwa der Vereinheitlichung der kommunalen Statuten oder einiger Chartulare, wie dem Liber Albus oder dem Liber Blancus, so hatte Ravegnani wohl auch an der Chronik mitgearbeitet.

### Verhandlungen in Genua, mit Ungarn, Padua, Zara (1355–1363)
In dieser innen- wie außenpolitisch äußerst unruhigen Zeit war Ravegnani in höchsten diplomatischen Aufgaben tätig, etwa den Friedensverhandlungen mit Genua im Jahr 1355. In diesen so wichtigen Verhandlungen bewährte sich Ravegnani erneut so gut, dass er auf Lebenszeit eine Jahresrente von sieben Lire di grossi erhielt.
Doch schon im folgenden Jahr eskalierte der Konflikt mit Ungarn, das 1356 Dalmatien eroberte. Ravegnani reiste Anfang 1357, zusammen mit Andrea Contarini und Michele Falier, nach Zagreb, doch diesmal ohne Erfolg. Im Gegenteil weitete sich der Konflikt aus, Zara fiel 1358 und der Signore von Padua, Francesco I. da Carrara stellte sich auf die Seite des Königs. Gemeinsam mit Pietro Trevisan und Giovanni Gradenigo verhandelte Ravegnani in Zara, wo es am 18. Februar 1358 zu einem verlustreichen Friedensschluss kam. Dalmatien ging verloren (bis 1409), aber immerhin erhielt Venedig seine italienischen Gebiete und Istrien zurück. Doch wurden weitere Verhandlungen nötig. So reiste Ravegnani im November 1360 und im Juni 1364 an den Hof nach Buda. Im Juli 1363 war ihm ein Abkommen mit Francesco Carrara gelungen.

### Arbeit anChronica VenetiarumundChonica Brevis, Freundschaft mit Petrarca
Während er diesen überaus anspruchsvollen Aufgaben nachging, setzte er seine historiographischen Arbeiten fort. So verfasste er eine Chronica Venetiarum, aber auch die Fortsetzung der Chonica Brevis, die gleichfalls von Andrea Dandolo stammte, und die in knapper Form die venezianische Geschichte präsentierte. Diese umfasste nun die Zeit von 1343 bis 1361.
Ravegnani unterhielt gute Beziehungen zu Francesco Petrarca, auch während der Zeit, in der der Poet in Diensten des Bischofs von Mailand stand. In den Jahren 1353 bis 1355 trafen sich die beiden Männer mehrfach während seiner diplomatischen Missionen. In dieser Zeit entwickelte sich eine Freundschaft, die die Basis für einen Briefwechsel bildete, der erst mit Ravegnanis Tod endete. Er spielte eine zentrale Rolle, als Petrarca seine bedeutende Bibliothek der Markusrepublik überließ. Im September 1362 stimmte der Große Rat dem Projekt zu. Im Gegenzug erhielt der Dichter den Palazzo da Molin an der Riva degli Schiavoni, wo er von 1363 bis 1368 lebte. Die Bibliothek verblieb jedoch letztlich in Padua.

### Tod (vor dem 15. Juli 1365)

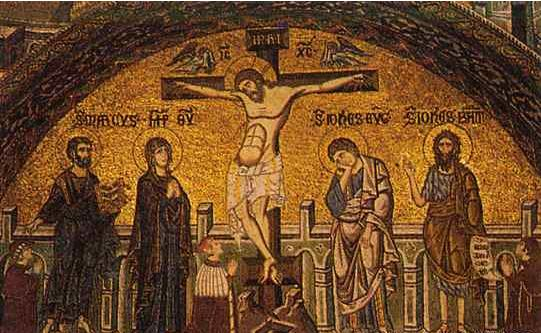
Die Kreuzigung, Mosaik im Baptisterium der Markuskirche, unten kniend der Doge und der Großkanzler

Ravegnani starb 1365 in der ersten Hälfte des Monats Juli. Ihm folgte am 15. Juli Rafaino Caresini im Amt. Die Tatsache, dass Lorenzo Celsi, der Doge, vielleicht am selben Tag verstarb, wie der Großkanzler, nährte Gerüchte über die Ursachen.
Eine bildliche Darstellung des Kanzlers findet sich in einem Mosaik im Baptisterium von San Marco (Kreuzigung), wo auch der Doge Andrea Dandolo kniend dargestellt ist.

## Werke
- Modena, Biblioteca Estense, ms. It., 106: Benintendi de’ Ravignani, Continuatio della Cronica Brevis di Andrea Dandolo.
- Biblioteca Nazionale Marciana, ms. Lat. XIV, 177 (= 46079): Benintendi de’ Ravignani, Cronica.
- Cronica Jadretina: Venezia – Zara, 1345–1346, hrsg. von Gherardo Ortalli, Ornella Pittarello, Istituto Veneto di Scienze, Lettere ed Arti, Venedig 2014, S. 82–144 (auf Latein und Volgare überliefert).